# ساحة الحرية، يريفان

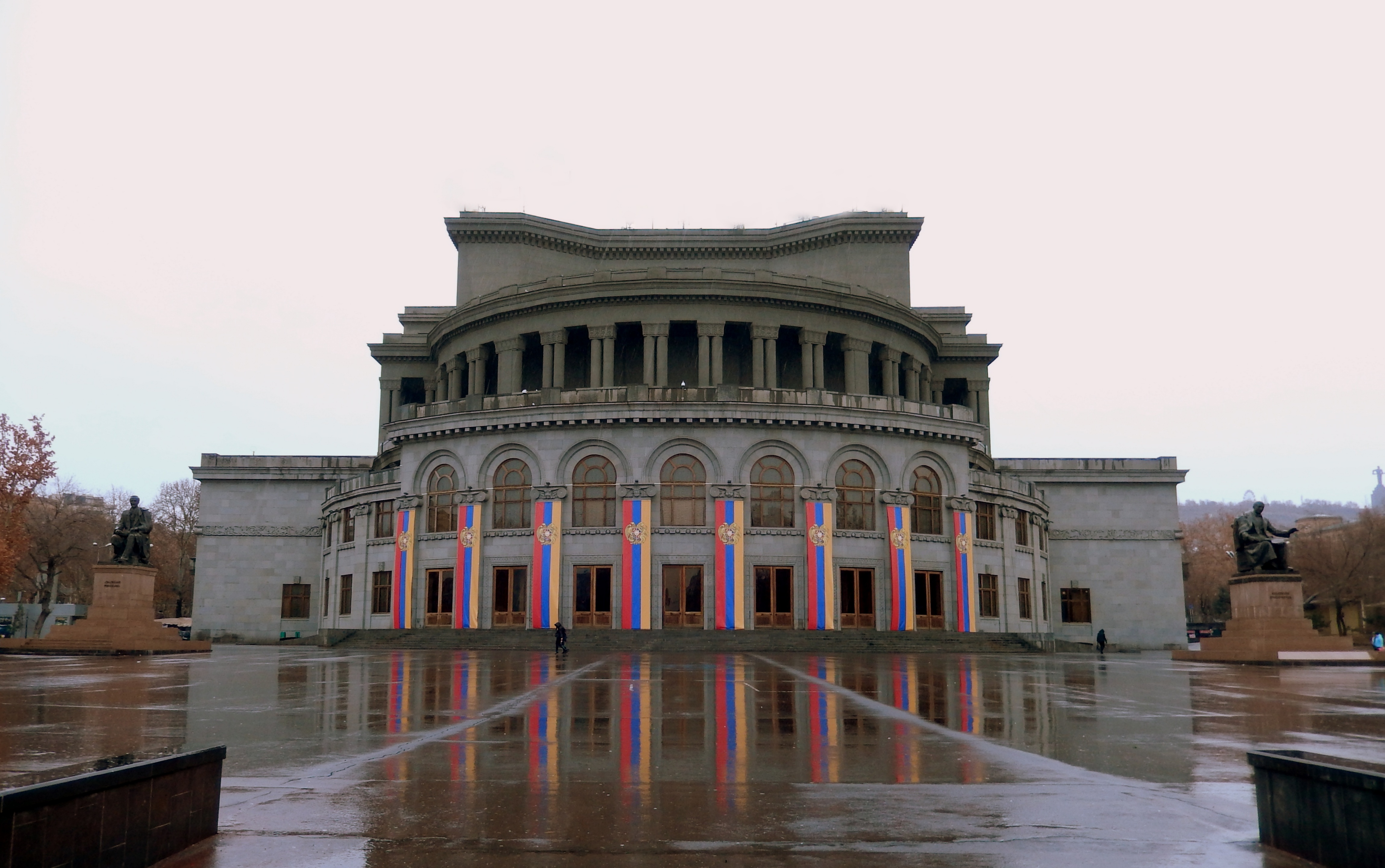
منظر عام

ساحة الحرية (الأرمينية: Ազատության հրապարակ ، Azatut'yan hraparak) ، والمعروفة أيضًا باسم ساحة الأوبرا وميدان المسرح (Թատերական հրապարակ ، T'aterakan hraparak) حتى عام 1991، هي ساحة البلدة التي تقع في حي كنترون (مركز) يريفان، أرمينيا. الساحة هي جزء من مجمع مسرح أوبرا يريفان، وتقع إلى الجنوب من مبنى الأوبرا الرئيسي، بين أوبرا بارك وبحيرة سوان. جنبا إلى جنب مع ساحة الجمهورية، ساحة الحرية هي واحدة من الساحتين الرئيسيتين في وسط يريفان. يحدها أربعة شوارع: شارع تومانيان، وشارع تيريان، سيات نوفا أفينيو وماشتوتس أفينيو. توجد تماثيل الكاتب هوفهانس تومانيان والمؤلف الموسيقي ألكسندر سبنداريان في الساحة.

## في السياسة
بسبب تقاليد المظاهرات في الميدان، تم وصفه بأنه «رمز للديمقراطية» في أرمينيا.
يمكن أن يحمل المربع ما يقدر بـ 40,000،  42,000 - 45,000 [3] إلى 50000 شخص.  to 50,000 people.

### 1988: حركة كاراباخ
يشتهر الميدان نصف الدائري بدوره البارز في تاريخ أرمينيا الحديث. منذ حركة كاراباخ في فبراير 1988، أصبحت ساحة الحرية مركزًا للمظاهرات الشعبية. لقمع المظاهرات، تم إغلاق الميدان عدة مرات في عام 1988 من قبل قوات الشرطة والجيش السوفييتية. 

### احتجاجات ما بعد الانتخابات
بعد استقلال أرمينيا في عام 1991، كانت الساحة هي الموقع الرئيسي للمظاهرات المناهضة للحكومة، خاصة بعد الانتخابات الرئاسية في الأعوام 1996 و2003 و2008 و2013.
في أعقاب انتخابات 2008 الرئاسية المتنازع عليها، تجمع الآلاف من أنصار زعيم المعارضة والرئيس الأول لأرمينيا ليفون تير-بيتروسيان في الساحة وبدأوا الاعتصامات. في الصباح الباكر من 1 مارس 2008 تم تفريق هذه الاحتجاجات السلمية من قبل الشرطة وتم إغلاق الساحة أمام المدنيين.  لمدة 20 يوماً، ظل الميدان تحت الاحتلال من قبل الشرطة والقوات المسلحة لإنفاذ حالة الطوارئ. في وقت لاحق، أغلقت بسبب التجمعات على مدى أكثر من ثلاث سنوات، حتى 17 مارس 2011 عندما نظم المؤتمر الوطني الأرمني في تير - بيتروسيان مسيرة كبيرة. 

## موقف للسيارات تحت الأرض
في 28 أغسطس 2008  اتخذت الحكومة الأرمنية قرارًا ببناء ساحة انتظار تحت الأرض أسفل الساحة لتخفيف الشوارع المحيطة حيث غالباً ما تعيق السيارات المتوقفة حركة المرور. وزعمت المعارضة أن القرار كان يهدف إلى منع المظاهرة هناك، رغم أن الحكومة نفت هذه المزاعم. تم افتتاح موقف السيارات المكون من ثلاثة طوابق لما يصل إلى 500 سيارة في 24 مايو 2010 في حضور العمدة جاجيك بيغلاريان والرئيس سيرج سركسيان. تكلف المشروع حوالي 10.5 مليون دولار. 

## صالة عرض

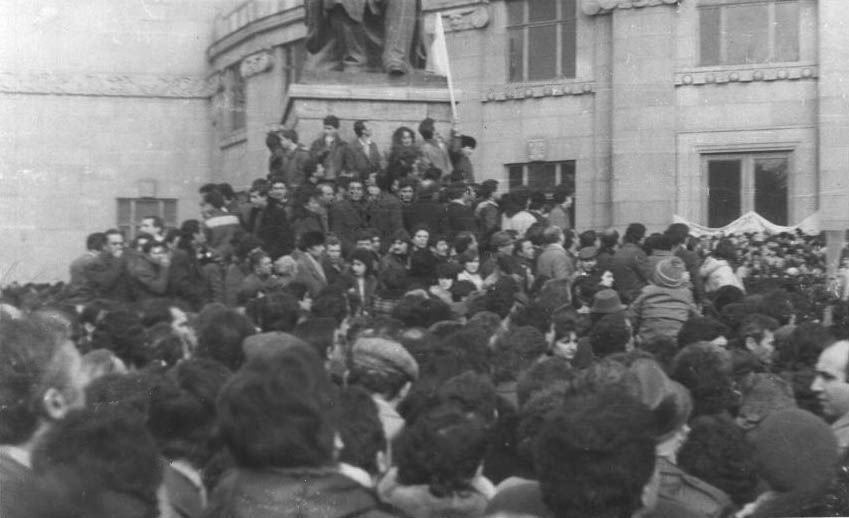
حركة كاراباخ, 1988
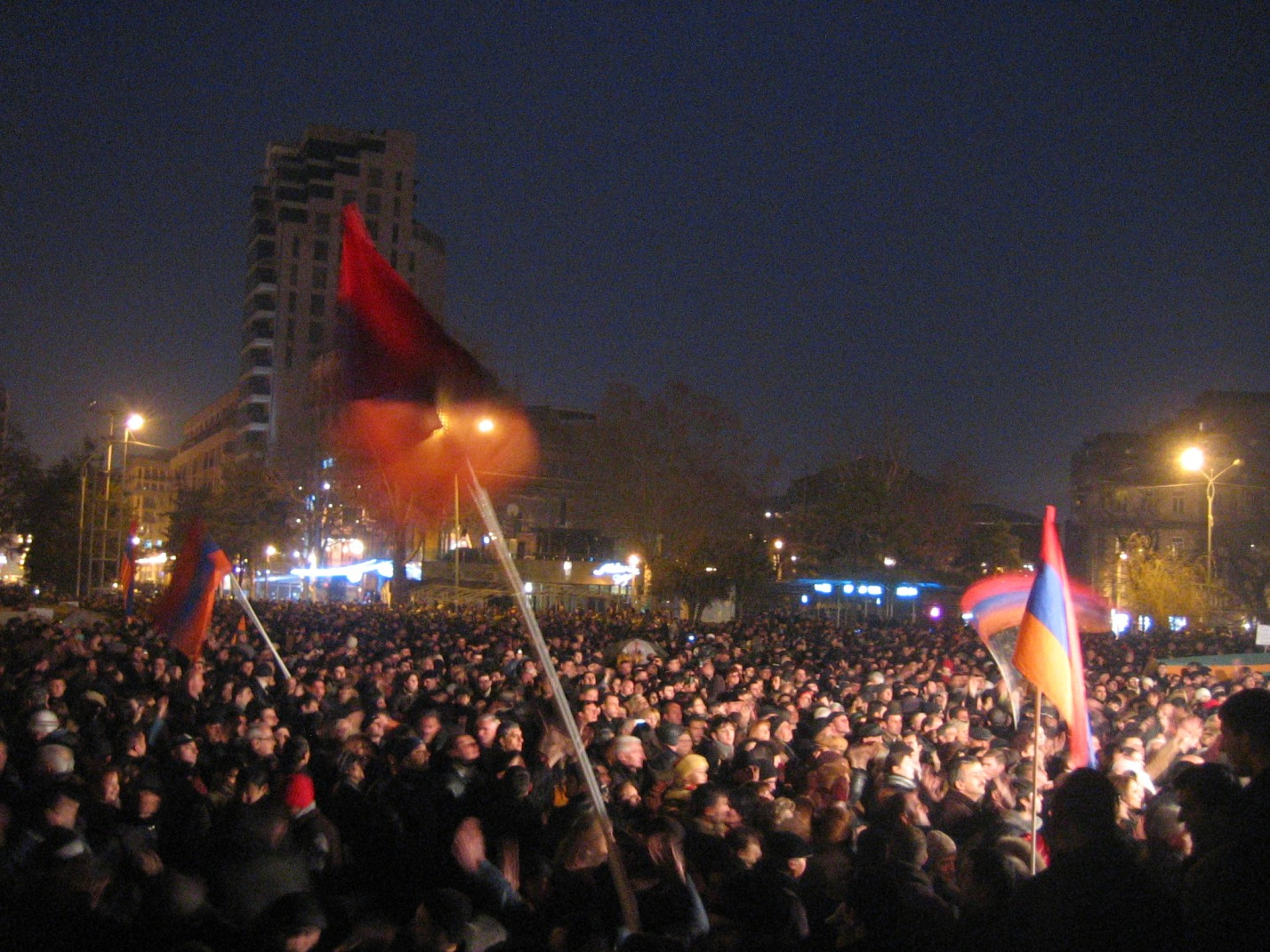
2008 احتجاجات الانتخابات الرئاسية الأرمنية: الآلاف من المتظاهرين في ساحة الحرية في أمسية نموذجية (24 فبراير)
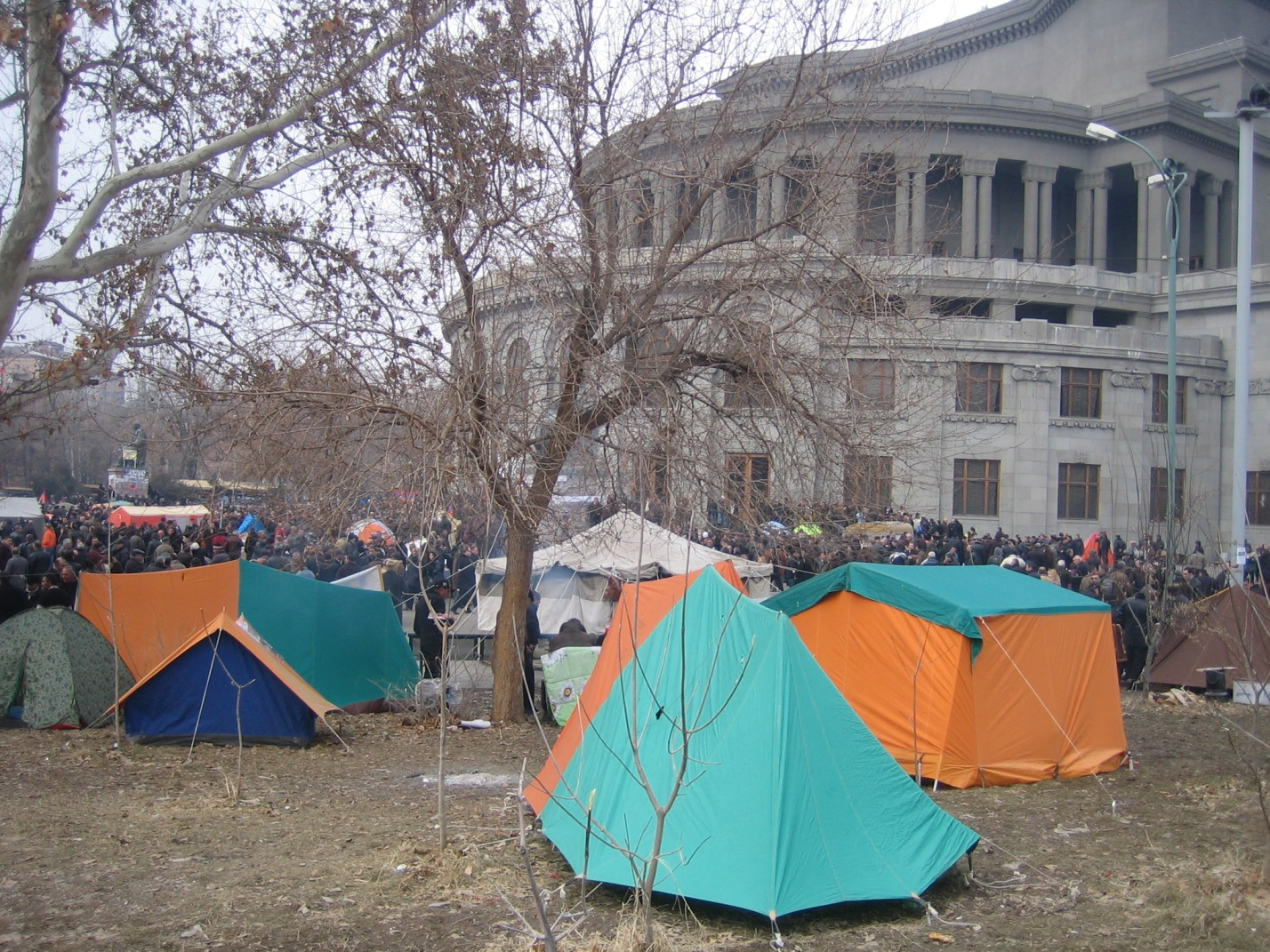
احتجاجات 2008: إقامة الخيام
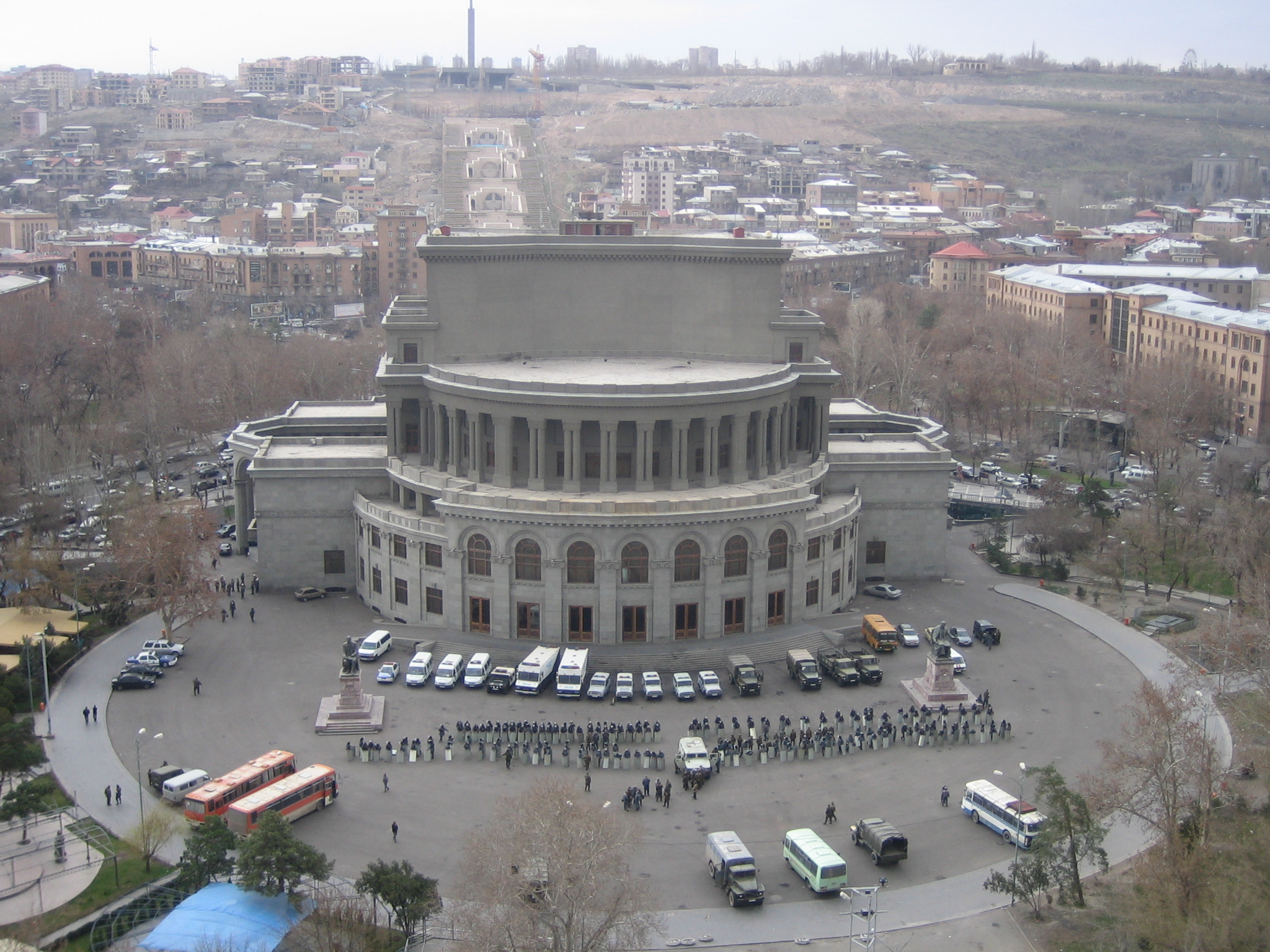
احتجاجات 2008: شرطة الشغب والجيش يحتلان ويمنعان الوصول إلى ساحة الحرية وكذلك الميادين الرئيسية الأخرى في يريفان ، 21 مارس / آذار.
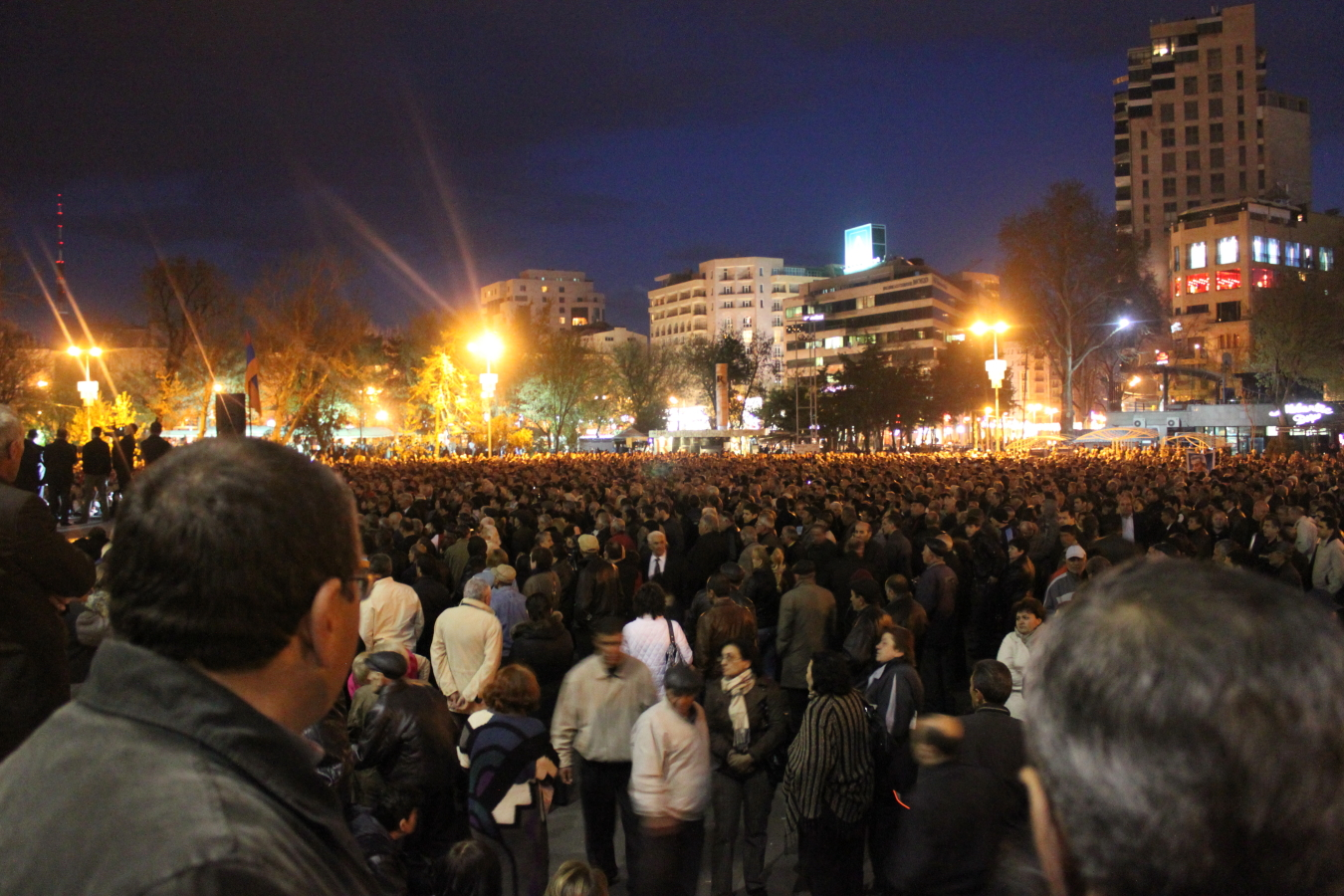
2011 الاحتجاجات الأرمنية
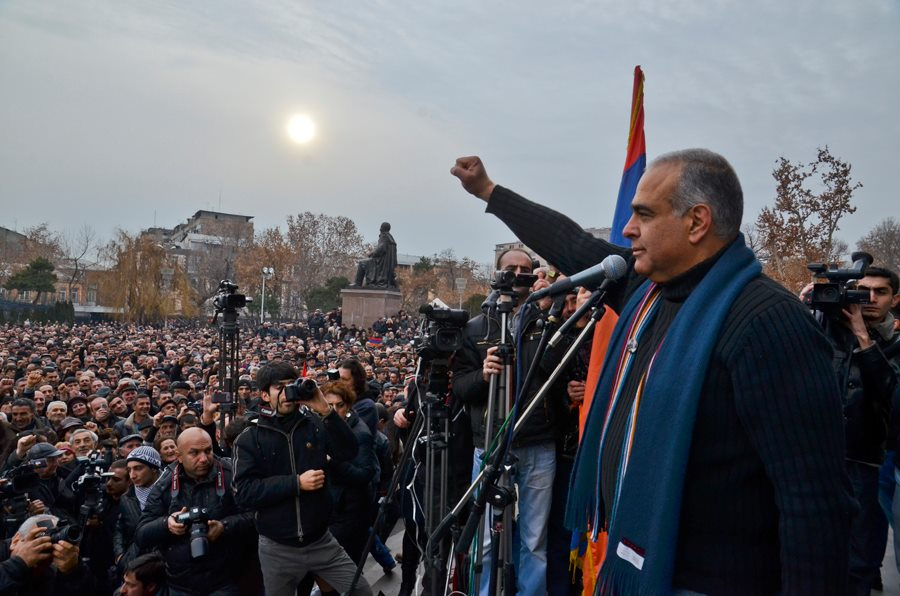
2013 الاحتجاجات الأرمنية
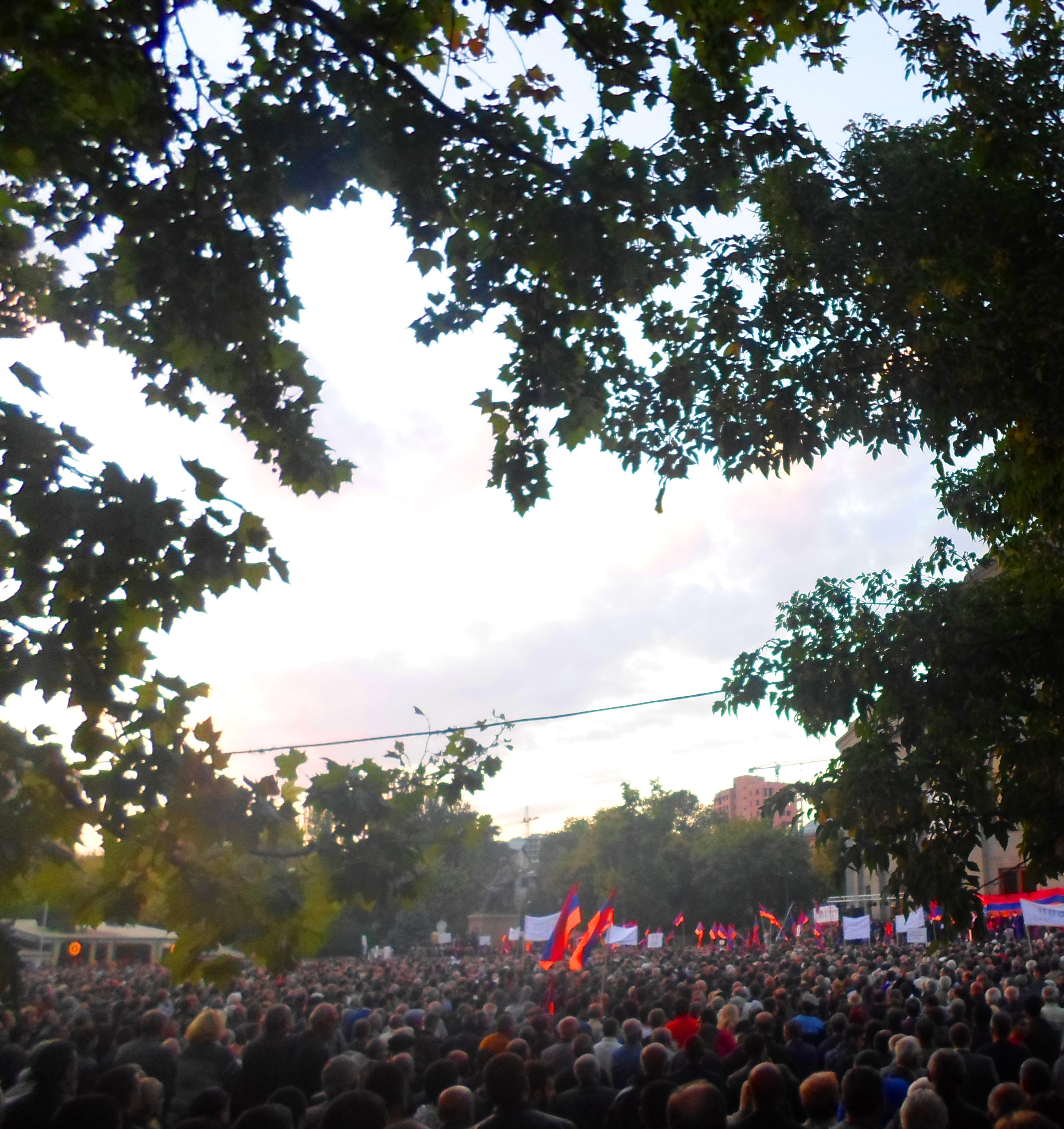
10.10.2014